# Haraczki
Haraczki (biał. Гарачкі, Haraczki; ros. Горячки, Goriaczki) – wieś na Białorusi, w obwodzie grodzieńskim, w rejonie korelickim, w sielsowiecie Mir, w pobliżu Mira.

## Historia
W dwudziestoleciu międzywojennym zaścianek leżący w Polsce, w województwie nowogródzkim, w powiecie stołpeckim, w gminie Mir. W 1921 miejscowość liczyła 31 mieszkańców, zamieszkałych w 7 budynkach, w tym 20 Białorusinów i 11 Polaków. 24 mieszkańców było wyznania prawosławnego i 7 rzymskokatolickiego.
Po II wojnie światowej w granicach Związku Sowieckiego. Od 1991 w niepodległej Białorusi.